# Cripsi

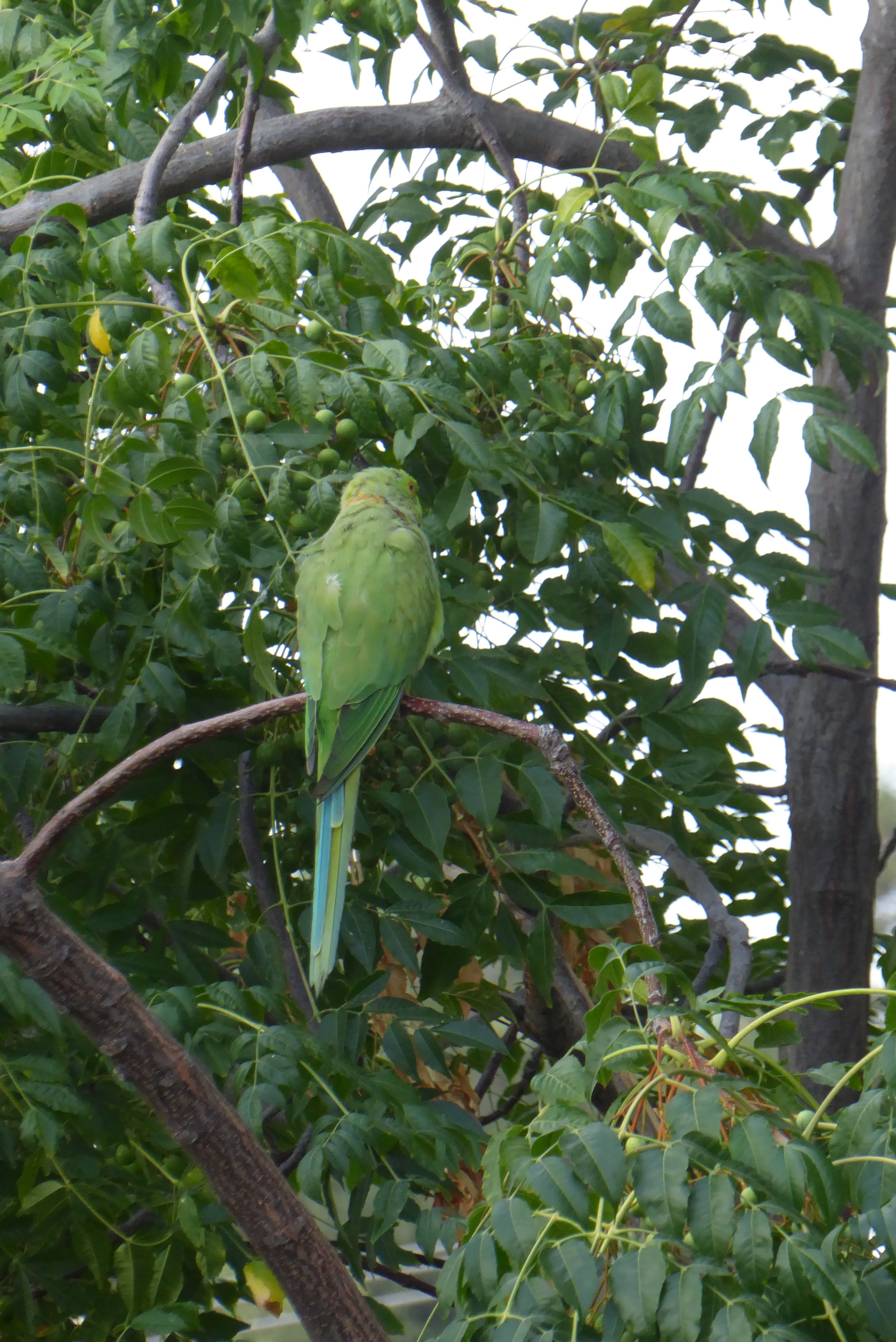
Cripsi

En ecologia, cripsi és la capacitat d'un organisme per evitar ser detectat. Un animal críptic ho pot aconseguir mitjançant el camuflatge, un estil de vida nocturn o subterrani, esdevenint transparent, o amb mimetisme.
Existeix una forta pressió selectiva sobre els animals perquè es camuflin amb el que els envolta: les preses ho fan per evitar els predadors i aquests ho fan per arribar a les preses sense que se n'adonin.
El terme cripsi prové del grec κρυπτος cryptos, 'ocult'.